# Marknadsbevis
Marknadsbevis är en typ av finansiellt certifikat som emitterades huvudsakligen av finansbolag (till exempel av Nyckeln) fram till finanskrisen i Sverige 1990–1994. Ett marknadsbevis är ett skuldebrev som kan byta innehavare, medan certifikatet är ett innehavarepapper. En annan skillnad mellan dessa är att marknadsbeviset inte krävde något emissionstillstånd. Marknadsbevis användes för att säkra finansbolagens kortfristiga finansiering.